# Шевелёво (Псковский район)
Шевелёво — деревня в Карамышевской волости Псковского района Псковской области России.
Расположена в 6 км к юго-востоку от села Карамышево и в 30 км к востоку от Пскова. Рядом (к северу) проходит железная дорога Псков — Порхов — Дно.